# Un fantastico tragico venerdì
Un fantastico tragico venerdì è stato un programma televisivo italiano andato in onda il venerdì in prima serata su Rete 4 dal 7 novembre 1986 al 20 febbraio 1987.

## La trasmissione
Il varietà, ideato e scritto da Italo Terzoli ed Enrico Vaime, era condotto da Paolo Villaggio affiancato da Carmen Russo, qui per la prima volta non in un semplice ruolo da showgirl-ballerina ma di vera e propria co-conduttrice.
Tra i vari segmenti che componevano ogni puntata si susseguivano gli sketch del barese Gianni Ciardo, ambientati in una farmacia, la parodia della trasmissione di Aldo Biscardi Il processo del lunedì realizzata da Gino Rivieccio e intitolata Il processo del venerdì, dei momenti comici di Carlo Pistarino nelle vesti di un agente di borsa e lo spazio "Risponde... Lady Pizzella" condotto da Leopoldo Mastelloni in versione en travesti (era Lady Pizzella, un'attrice famosa negli anni sessanta).
A concludere il cast, i Trettré con una parodia della rivista Capital, diventata "Manoval", il conduttore Nunzio Filogamo che ogni settimana illustrava la classifica delle hit americane, reinterpretate da Joe Sentieri, Carla Boni, Achille Togliani e Giorgio Consolini, il teleimbonitore Guido Angeli che ironizza sul suo personaggio (noto in quel periodo per la conduzione di Accendi un'amica su Rete A) e la Gialappa's Band, al loro esordio televisivo con la rubrica "Telenovela minuto per minuto", nella quale commentavano con lo stile di una telecronaca calcistica le immagini delle telenovelas Ciranda de pedra, Agua Viva e Marron Glacé. Altri artisti presenti nella trasmissioni erano Stefano Masciarelli, Fabrizia Carminati e i Gatti di Vicolo Miracoli. Le vallette erano Ornella Marsi ed Eleonora Resta.
La sigla iniziale del varietà era Camomillati venerdì, cantata e ballata da Carmen Russo, che si esibiva durante il programma anche in altri balletti con le coreografie di Enzo Paolo Turchi. Altro coreografo era Saverio Ariemma. Era dedicato in ogni puntata anche uno spazio agli ospiti, tra i quali si annovera Rosa Fumetto, che si esibì in un numero di strip tease coinvolgendo Villaggio.
Secondo quanto dichiarato da Terzoli e Vaime alla vigilia dell'esordio della trasmissione, l'intenzione era quella di mettere alla berlina la convenzionalità e la melensaggine del modo classico di fare televisione..

### Successo e critica
Un fantastico tragico venerdì ottenne contrastanti riscontri da parte della critica; Ugo Buzzolan de La Stampa la commentò positivamente, inserendola nel filone di varietà realizzati in quel periodo da Fininvest che rilanciarono la rivista in televisione. Fu gradita particolarmente la leggera demenzialità della trasmissione, e giudizi positivi furono espressi anche per la conduzione di Paolo Villaggio, che si distaccò dal personaggio di Ugo Fantozzi che lo caratterizzava già da tempo riabilitandosi come conduttore televisivo, e di Carmen Russo, che si distinse per l'autoironia e lo humor dei segmenti a lei dedicati. Vennero fatte notare alcune similitudini con un altro varietà in onda proprio in diretta concorrenza su Rai 2, diretto da Antonello Falqui, Un altro varietà. Beniamino Placido de la Repubblica contestò invece al conduttore di essere spento e svogliato, e di trattare crudelmente Nunzio Filogamo, facendogli ripetere la sua frase tipica "Cari amici vicini e lontani" aggiungendo subito dopo "pubblicità" in luogo di "felicità".